# Duncan Robinson
Duncan McBryde Robinson (ur. 22 kwietnia 1994 w Yorku) – amerykański koszykarz, występujący na pozycjach rzucającego obrońcy lub niskiego skrzydłowego, aktualnie zawodnik zespołu Miami Heat.

## Osiągnięcia
Stan na 23 września 2023, na podstawie, o ile nie zaznaczono inaczej.
NCAA III
- Wicemistrz NCAA III (2014)
- Debiutant roku:
  - NCAA DIII (2014 według   D3Hoops.com)
  - konferencji New England Small College Athletic (2014)
- Zaliczony do:
  - I składu NCAA III Final Four (2014)
  - II składu konferencji New England Small College Athletic (2014)
  - IV składu NCAA DIII All-America (2014 przez D3Hoops.com)

NCAA
- Wicemistrz NCAA (2018)
- Uczestnik rozgrywek:
  - Sweet 16 turnieju NCAA (2017, 2018)
  - turnieju NCAA (2016–2018)
- Mistrz turnieju konferencji Big 10 (2017, 2018)

• Najlepszy rezerwowy konferencji Big 10 (2018)
• Laureat nagród:
- - Big Ten Sportsmanship Honoree (2018)
  - U-M's Travis Conlan Sportsmanship Award (2018)
  - U-M's Thad Garner Leadership Award (2018)
  - U-M's Sixth Man Award (2017, '18)
  - U-M's Award for Outstanding Free Throw Shooting (2016, '18)
  - Michigan Academic Achievement (2018)
- Zaliczony do I składu Academic All-Big Ten (2018)

NBA
- Wicemistrz NBA (2020, 2023[3])
- Uczestnik konkursu rzutów za 3 punkty (2020)[4]

Indywidualne
- Zaliczony do:
  - I składu debiutantów G-League (2019)[5]
  - III składu G-League (2019)[5]